# Ben Jelil
Ben Jelil (en árabe: بن خليل‎, en lenguas bereberes: ⴱⴰⵏ ⵅⵍⵉⵍ, en francés: Ben Khlil) es un municipio marroquí en la región Guelmim-Río Noun. Desde 1916 hasta 1958 perteneció al territorio español de Cabo Juby.